# Montsalier
Predefinição:Mias-fontes

Montsalier é uma comuna francesa na região administrativa da Provença-Alpes-Costa Azul, no departamento dos Alpes da Alta Provença. Estende-se por uma área de 23,81 km². Em 2010 a comuna tinha 143 habitantes (densidade: 6 hab./km²).